# Gilbert Schmartz
Gilbert Schmartz (* 22. Oktober 1937 in Kayl; † 7. Januar 2020) ist ein ehemaliger luxemburgischer Radrennfahrer und nationaler Meister im Radsport.

## Sportliche Laufbahn
Schmartz war im Straßenradsport und im Querfeldeinrennen (heutige Bezeichnung Cyclocross) aktiv. 1966 gewann er die nationale Meisterschaft im Querfeldeinrennen, 1964 und 1965 wurde er jeweils Vizemeister. 
Bei den Cyclocross-Weltmeisterschaften wurde er 1961 23., 1964 40. und 1965 38. Im Straßenradsport hatte er keine hervorragenden Erfolge.